# 仙泉旅遊公園

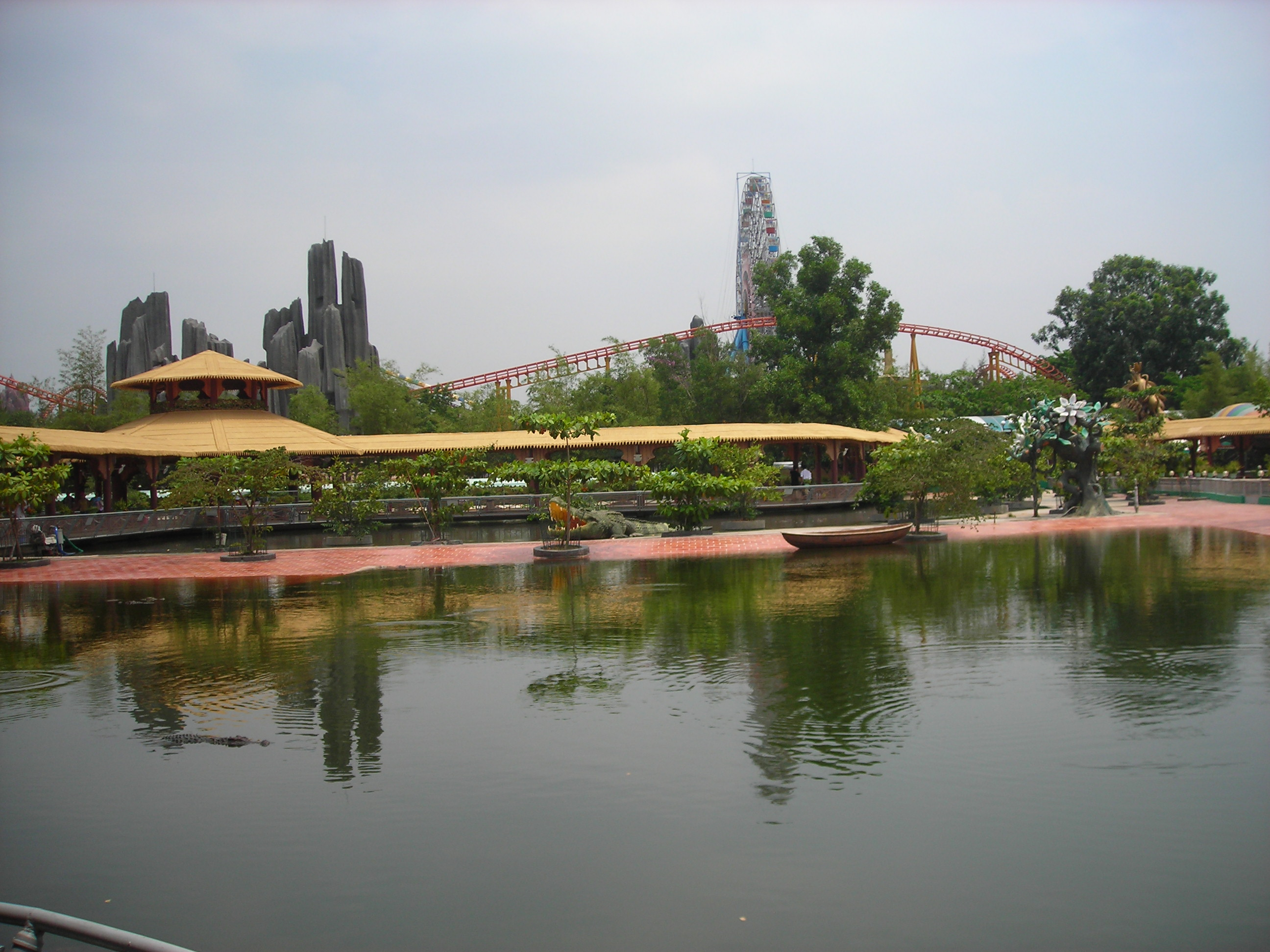
仙泉公園中的鱷魚王國，從圖中可看見園區的單軌火車和摩天輪。

仙泉旅遊公園（越南语：／）是一個位於越南胡志明市第九郡的遊樂場。該公園分為幾個不同的區域，而它的地形、景點則和越南的歷史傳說有關，例如嫗姬和貉龍君的事跡，以及山精和水精的交戰。公園內設有一個人工海水泳池供泳客使用，另外公園內還有一個恐龍花園和一個人造海灘。海灘的後面設有一座大型瀑布，瀑布旁邊的石壁上鐫刻了貉龍君的肖像。
仙泉公園不但設有傳統的主題公園設施、景點，還設有一座鬱鬱蔥蔥的花園和一座動物園，並佈置了不同的裝飾物，例如一些塗上藍色或橙色粉彩的巨龍雕刻和軟身的紅色佛像。
胡志明市都市铁路1号线國家大學站位於仙泉旅遊公園附近。

## 圖集

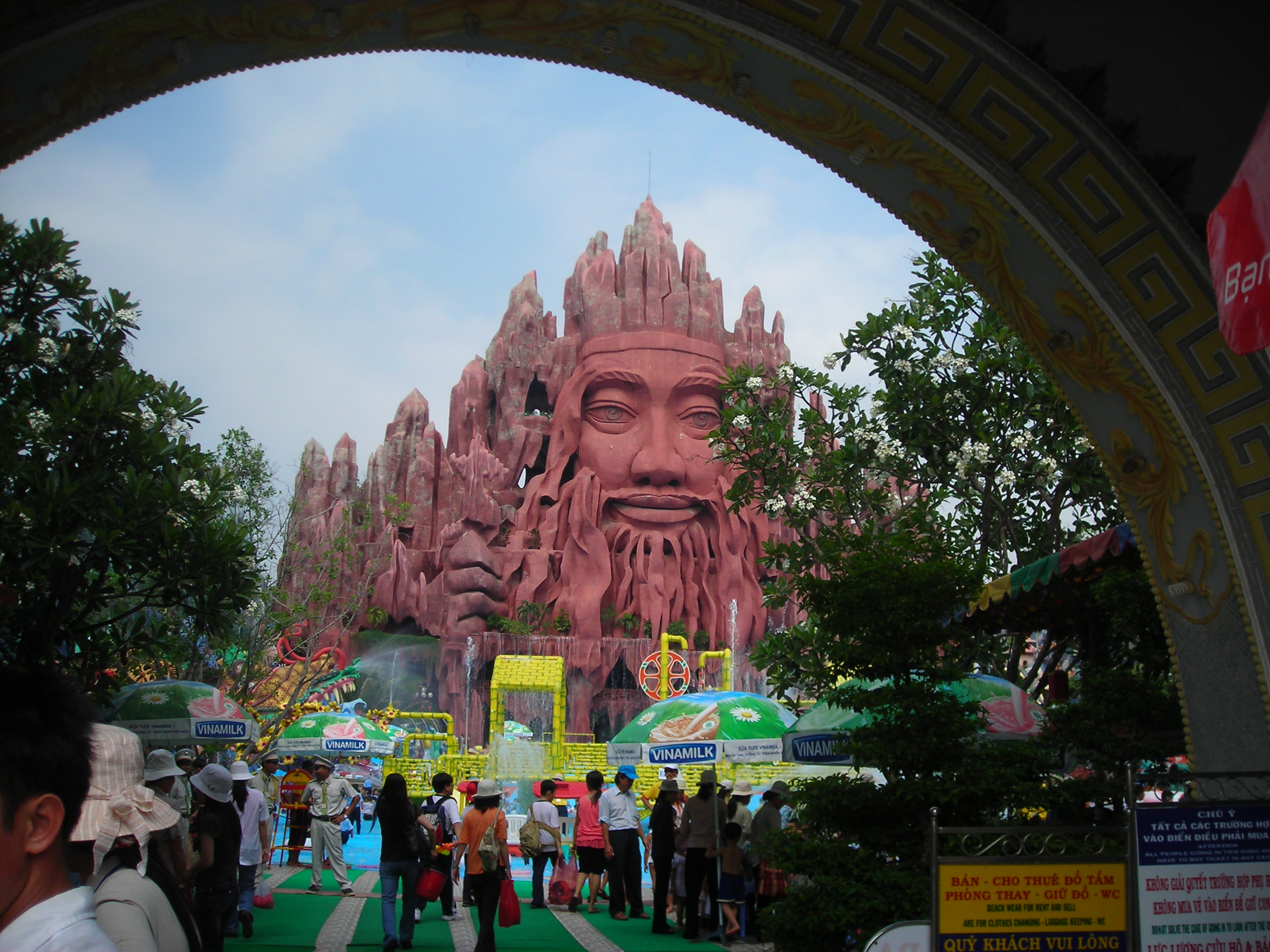
仙泉公園的人造泳池和貉龍君像。
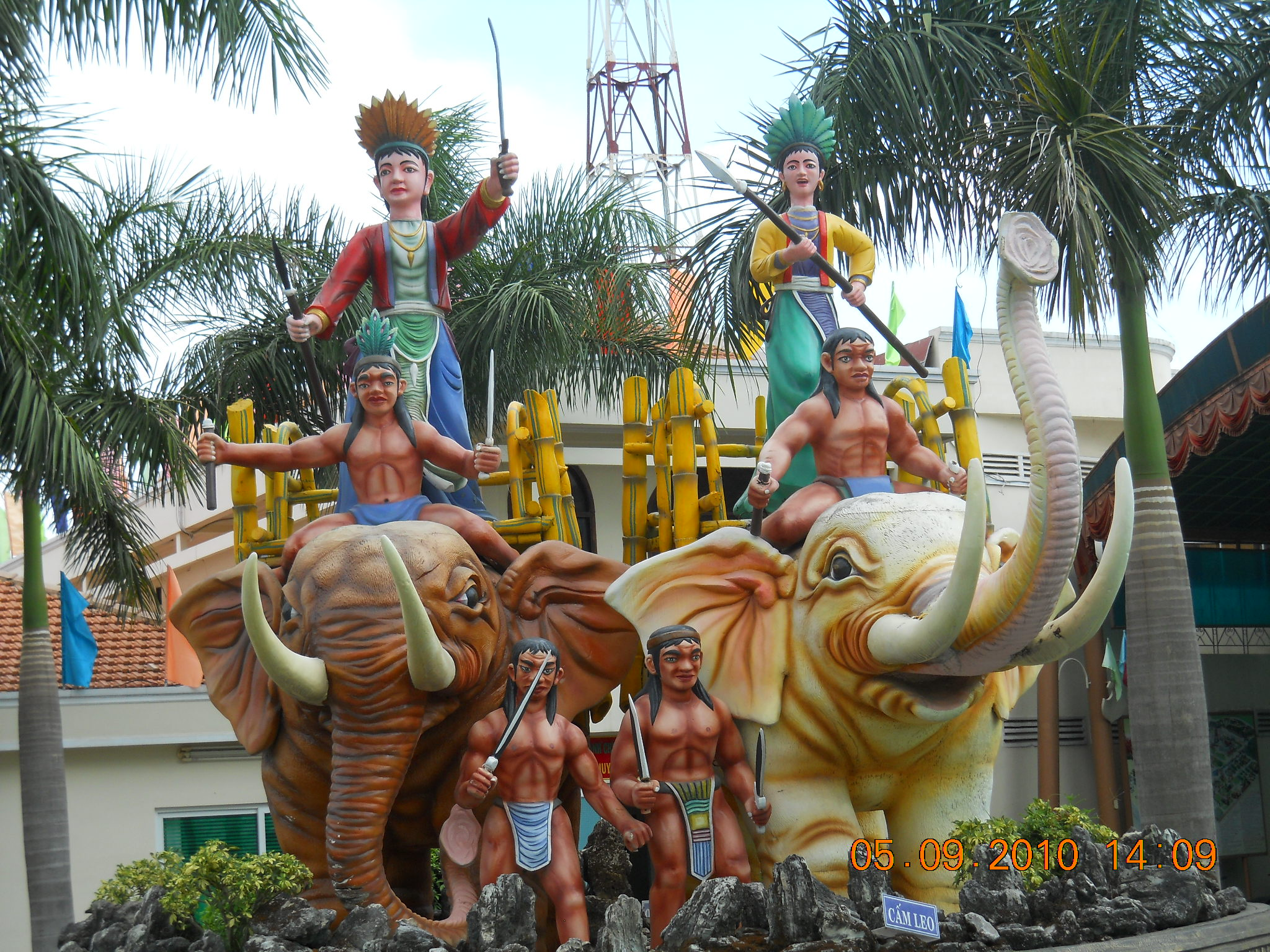
二徵夫人像
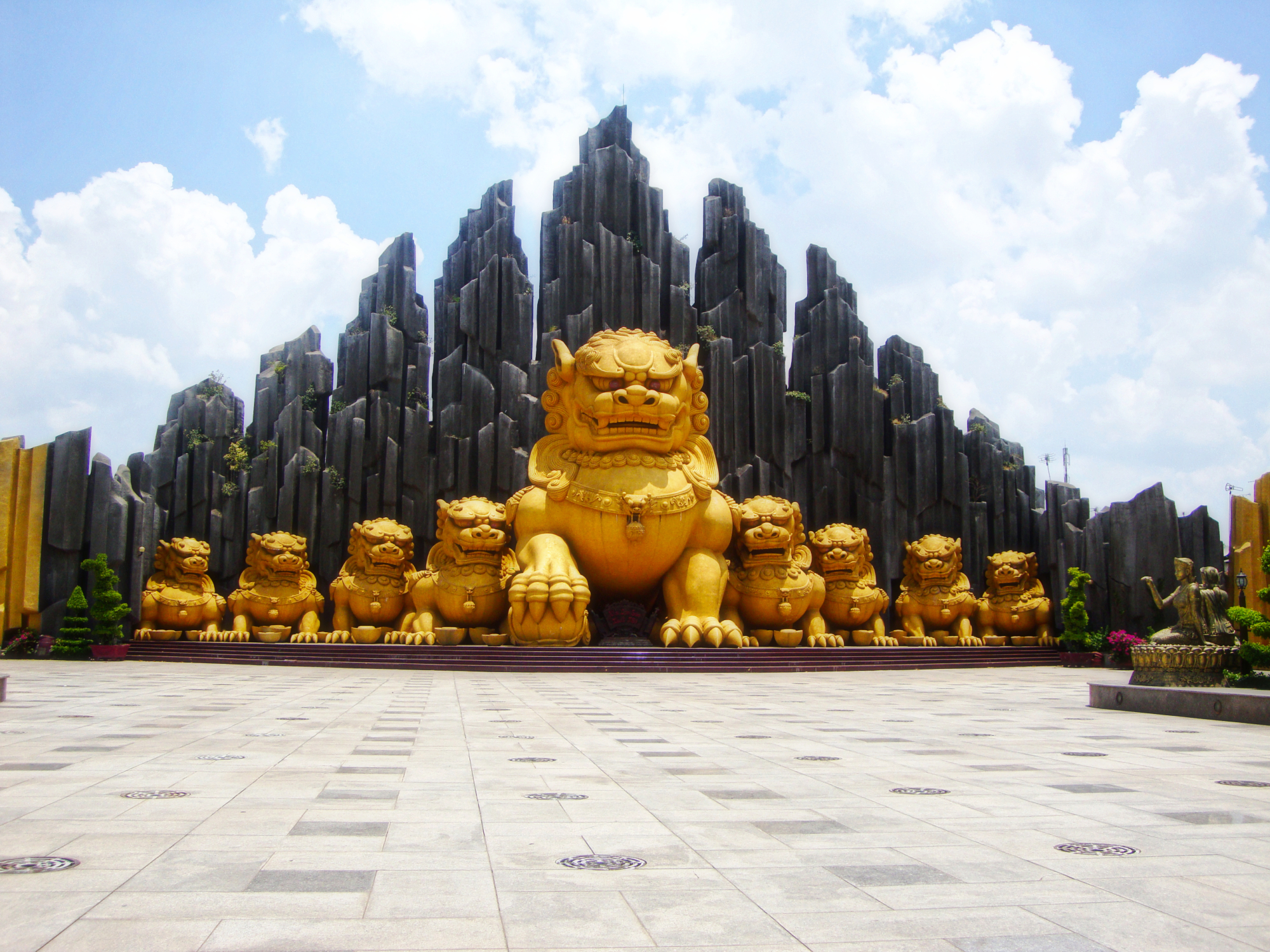
獅群和假山

## 外部連結
- 仙泉旅遊公園官方網頁（页面存档备份，存于）

10°51′50″N 106°48′08″E / 10.863885°N 106.802173°E